# Etheostoma tippecanoe
Etheostoma tippecanoe är en fiskart som beskrevs av Jordan och Evermann, 1890. Etheostoma tippecanoe ingår i släktet Etheostoma och familjen abborrfiskar. Inga underarter finns listade i Catalogue of Life.